# Li Xiaohong
Li Xiaohong (chinesisch 李 小紅 / 李 小红, Pinyin Lǐ Xiǎohóng; * 8. Januar 1995) ist eine chinesische Dreispringerin.
2014 gewann sie jeweils Bronze bei den Leichtathletik-Hallenasienmeisterschaften und bei den Leichtathletik-Juniorenweltmeisterschaften in Eugene.
Bei den Leichtathletik-Weltmeisterschaften 2015 in Peking schied sie in der Qualifikation aus.

## Persönliche Bestleistungen
- Dreisprung: 14,20 m, 29. Juni 2015, Chanthaburi
  - Halle: 14,06 m, 7. März 2013, Nanjing